# Предвыборный ролик партии «Родина»
Предвыборный ролик партии «Родина» послужил поводом её снятия с выборов в Московскую городскую думу 4 декабря 2005 года. В ролике показаны лидер партии «Родина» Дмитрий Рогозин и кандидат в депутаты Думы генерал-майор Юрий Попов. Политики требуют от четырёх кавказцев убрать за собой разбросанные в дворике арбузные корки. Попов задаёт одному из них вопрос: «Ты русский язык понимаешь?». Ролик завершается титрами: «Очистим Москву от мусора».

## Содержание
На фоне звучащей кавказской музыки показывается, как во дворе на скамейке сидят кавказцы и едят арбуз, вокруг них разбросаны арбузные корки. Мимо проходит белокурая молодая русская женщина с детской коляской. Крупным планом показываются колеса коляски, проезжающие по арбузным коркам. Один из кавказцев с недовольством произносит: «Понаехали тут!», другой бросает на землю корку от арбуза.
Появляются Дмитрий Рогозин и лидер партийного списка «Родины» генерал-майор запаса Юрий Попов.
Рогозин говорит строгим голосом: «Подними. Убери за собой».
Попов берёт за плечо одного из кавказцев, произнося: «Ты русский язык понимаешь?»
Звучит голос за кадром: «Очистим наш город!», ролик завершается титрами: «Политическая партия „Родина“. Очистим Москву от мусора!».

## Суд и снятие партии с выборов
5 ноября 2005 года ролик был показан в эфире телекомпании ТВ Центр. Ролик был встречен критикой ряда СМИ, конкурентов партии и вызвал протесты нескольких общественных организаций. Председатель Московской городской думы В. Платонов, член президиума генерального совета партии «Единая Россия» А. Исаев, лидер фракции «Единая Россия» в МГД А. Метельский, первый вице-спикер Госдумы Л. Слиска, секретарь ЦК КПРФ В. Соловьёв и другие обвинили партию «Родина» в разжигании межнациональной розни. Союзник Рогозина по фракции «Родина» Сергей Глазьев отметил, что «трактовка этой проблемы в том смысле, что главное здесь этническая составляющая, а не социальная, совершенно неправильная, вредная и опасная». 8 ноября руководство ТВЦ обратилось в Мосгоризбирком с просьбой дать юридическую оценку.
Председатель Комитета Госдумы по гражданскому, уголовному, арбитражному и процессуальному законодательству Павел Крашенинников заявил, что в ролике есть признаки уголовного преступления. Посол Азербайджана в России Рамиз Ризаев выразил обеспокоенность показом ролика.
9 ноября 2005 года партия сделала официальное заявление: «Партия „Родина“ защищает права всех граждан России, независимо от национальности, включая право на свободу выбора места жительства и свободу передвижения. Партия „Родина“ действует исключительно в рамках Конституции и закона. В ролике не содержится ничего оскорбительного ни для одного из народов и это представители нашей партии готовы доказывать в суде. Мы занимаем взвешенную позицию и не выступаем против легально проживающих и работающих в Москве иммигрантов любой национальности».
С 17 ноября ролик вышел в новом варианте на французском языке с пояснением, что события происходили год назад в Париже (с намёком на октябрьские беспорядки в столице Франции). 18 ноября посольство Франции в России выразило сожаление, заявив, что «эти ссылки искажают реальные события во Франции. Они идут вразрез с политикой властей нашей страны. Они не соответствуют духу понимания, существующему во франко-российских отношениях». В сообщении посольства отмечалось, что «для французских властей искать настоящее решение таких инцидентов следует в сочетании твердости в поддержании общественного порядка и повседневной борьбы против дискриминации».
24 ноября представители партии ЛДПР подали иск в Мосгорсуд с требованием снять «Родину» с выборов, выдвинув различные обвинения. В тот же день Мосгоризбирком, не ожидая ответа прокуратуры, заявил, что ролик разжигает межнациональную рознь, и снял его с эфира. 26 ноября суд вынес решение в пользу ЛДПР. Лидер ЛДПР Владимир Жириновский назвал снятие «Родины» с выборов «хорошим уроком на всю страну», по его словам, «любой грамотный человек понимает, что в ролике речь идет о лицах другой национальности, которых называют мусором». 1 декабря «Родина» подала кассационную жалобу в Верховный суд России, который оставил в силе решение Мосгорсуда.
«Родина» выражала несогласие с решением суда, обвиняя партию «Единая Россия» в устранении своих конкурентов. Сам Попов сказал, что речь в клипе идёт исключительно о борьбе с антисанитарией. Член федерального политического совета СПС Иван Стариков заявил, «этические и эстетические нормы, нарушенные чьей-либо продукцией и прямо не вытекающие из закона, не должны становиться причиной избирательных политических репрессий».

## Оценки
По мнению директора Института проблем глобализации Бориса Кагарлицкого, «Рогозину дают понять, что он зарвался. Он пытается использовать московские выборы как трамплин для подготовки к президентским выборам 2008 года. А ему говорят, мы сами решим, кто тогда будет избираться». Директор Института политических исследований Сергей Марков заявил: «Власть не удовлетворена тем, как эволюционирует „Родина“ после парламентских выборов. Она становится все более влиятельной и все менее управляемой. И рост её влияния хотят ограничить».
Лидер партии «Народная воля» Сергей Бабурин 18 ноября заявил: «шум вокруг ролика создан имиджмейкерами „Родины“ и „Единой России“ по согласованию, чтобы избавиться от других политических партий, чтобы говорили, что кроме партии Рогозина нет никого». Руководитель московского отделения «Народной воли» Владимир Беляев, вспомнив о своём опыте депутата Верховного Совета СССР, отметил: «Многие кандидаты в депутаты в 1989 году раскручивали свою кампанию под девизом „Нет лимитчикам в Москве“. И ни один из этих кандидатов не был избран народным депутатом СССР».
Лидер партии «Наш выбор» Ирина Хакамада расценила ролик как «оскорбление огромного количества людей». Лидер СПС Никита Белых одобрил решение суда.
Член политсовета «Родины» Андрей Савельев заявил, что ролик был задуман как «тест на вшивость», помогающий выявить скрытых расистов: «Мне кажется, что этот ролик очень четко выделил, кто является расистом в нашем обществе. Те, кто на глазок определил, что люди в рекламе — кавказской национальности; те, кто считает, что мусор на улицах — это не арбузные корки, а люди, и проявили себя как откровенные расисты. Таким образом, одной из косвенных целей этого ролика было как раз выявление подобных персонажей». В итоге, как сказал Савельев, «либеральные расисты клюнули на удочку, заброшенную партией „Родина“ именно для них».
Председатель идеологического совета партии Михаил Делягин в интервью американскому журналу «Time» относительно содержания ролика сказал, что его смысл заключается в ином: «очистим Москву от тех, кто не хочет интегрироваться в нашу культуру». По словам Делягина, в некоторых местах Москвы такие люди становятся проблемой. Как заявил Делягин, он лично сталкивался с ними, получая от них угрозы.